# Галдакано
Галдакано (шп. Galdácano) град је у Шпанији у аутономној заједници Баскија у покрајини Бискаја. Према процени из 2017. у граду је живело 29 315 становника.

## Становништво
Према процени, у граду је 2017. живело 29 315 становника.
| 2017.  |
| ------ |
| 29.315 |